# 2,4,5-Trimethoxyamphetamin
TMA-2 ist ein Trivialname für 2,4,5-Trimethoxyamphetamin und ist ein psychedelisches Halluzinogen aus der Strukturklasse der Amphetamine. Es ist chiral, wurde von Alexander Shulgin entwickelt und ist in der Wirkung wohl am ehesten mit Mescalin vergleichbar. Es weist sowohl stimulierende als auch psychedelische Effekte auf.
TMA-2 ist in Deutschland ein nicht verkehrsfähiges Betäubungsmittel (BtMG, Anlage I).

## Wirkung
Der Wirkungseintritt findet etwa 40 Min. bis 2 Stunden nach Einnahme statt. Bei höheren Dosen ist eine stark veränderte Sinneswahrnehmung zu erwarten. Shulgin beschrieb die Wirkung von TMA-2 als „das volle Spektrum von Meskalin ohne die Intensivierung der Farben“. Gegenstände scheinen sich zu bewegen. Des Weiteren wird Musik intensiver gefühlt und ein energetisches Körpergefühl sowie eine erhöhte Körpertemperatur sind zu verspüren. Die Wirkungszeit beträgt je nach Dosis zwischen 10 und 12 Stunden.